# Álvaro de Luna y Jarana
Álvaro de Luna (Cañete, c. 1390 - Valladolid, 2 de juny de 1453) va ser un noble castellà de la família de Luna. Conestable de Castella, Gran Mestre de l'Orde de Sant Jaume, i favorit o privat del rei Joan II. Casat amb Juana Pimentel, amb la que va tenir un fill Juan de Luna y Pimentel, que el va succeir en el comtat de San Esteban de Gormaz, i una filla María de Luna y Pimentel (qui va succeir al seu germà després de la seva primerenca mort). Està enterrat a la capella de Sant Jaume, a la girola de la catedral de Toledo.

## Infància i ascens a la cort
Era fill natural de Álvaro Martínez de Luna, un noble castellà i de María Fernández de Jarana. Va ser introduït en la cort com a patge pel seu oncle Pedro de Luna y Albornoz, arquebisbe de Toledo, en 1410. Álvaro es va assegurar aviat una gran ascendència sobre Joan II de Castella, llavors un nen. Durant la regència de l'oncle del rei, Ferran d'Antequera, que va acabar el 1412, no va poder ascendir més enllà del lloc de servent. Quan, tanmateix, Ferran va ser elegit rei d'Aragó, després del Compromís de Casp, la regència va quedar a les mans de la mare del rei, Caterina de Lancaster, filla de Joan de Gant, neta de Pere el Cruel, una dona esbojarrada i dissoluta.
Álvaro va saber maniobrar per convertir-se en una persona molt important en la cort i perquè el jove rei el tingués en una alta consideració (que la superstició de l'època va atribuir a un conjur). No obstant això, degut als nobles ambiciosos i inescrupolosos que l'envoltaven, entre ells els seus cosins, els Infants d'Aragó, Joan i Enric, germans d'Alfons el Magnànim, és bastant comprensible que diposités la seva confiança en un favorit que tenia totes les raons del món per romandre fidel al rei. Álvaro era també un mestre en tots els talents que el rei admirava: era un acceptable cavaller, un traçut llancer, bon poeta i elegant prosista.

## Apogeu i caiguda
Fins a la pèrdua de la confiança del rei, Álvaro de Luna va ser la figura central de la Castella de la seva època. Era un període de conflicte constant provocat per turbulentes coalicions de nobles que, sota el pretext d'alliberar el rei de la perniciosa influència del seu favorit, realment tractaven de convertir-lo en un titella que servís als seus propis interessos. Álvaro de Luna va forjar una aliança amb la petita noblesa, les ciutats, el baix clergat i els jueus (Abraham Benveniste), que s'oposaven a l'oligarquia nobiliària castellana i als Infants d'Aragó, que defensaven els tradicionals interessos polítics i econòmics de la seva família a Castella.
La història d'Álvaro de Luna és una constant d'expulsions de la cort per part de faccions victorioses, i el seu retorn quan la facció vencedora es disgregava. D'aquesta forma, va ser solemnement expulsat el 1427 per una coalició de nobles, només per fer-lo tornar un any després. Álvaro de Luna va culminar de forma victoriosa la guerra dels Infants d'Aragó, expulsant-los de Castella. En 1431, es va esforçar a ocupar els inquiets nobles en una guerra per conquerir Granada. Encara que hi va haver alguns èxits (batalla de La Higueruela), era impossible una política consistent donat el caràcter revoltat dels nobles i la indolència del mateix rei. Es diu, segons uns, que no va conquerir Granada pel terratrèmol d'Atarfe, segons altres pels quals va ser subornat pels moros perquè no conquerís Granada amb un carro replet de figues i en cada figa hi havia una moneda d'or.
El 1441 fou apartat del poder per la sentència de Medina del Campo i el va recuperar el 1445, quan la facció dels nobles aliada amb els seus principals enemics, els Infants d'Aragó, va ser derrotada en la batalla d'Olmedo, on va ser malferit i després va morir l'Infant Enric I d'Aragó. Álvaro, que havia estat nomenat Conestable de Castella i Comte de Santiesteban el 1423, es va convertir en el Gran Mestre de l'Orde de Sant Jaume. En aquell moment, el seu poder semblava incontestable. Tanmateix, es basava en l'afecte que li dispensava el rei. Això va canviar quan la segona esposa del rei, Isabel de Portugal, mare d'Isabel la Catòlica, temorosa de l'immens poder del conestable, coneixedora de les seves intrigues, abusos i certs assassinats disposats per ell, va urgir al seu marit prescindir del favorit. El 1453, el rei va sucumbir i Álvaro va ser arrestat al Castell de Portell, encadenat, jutjat i condemnat en un judici que no va ser més que una paròdia de la justícia. Va ser executat en Valladolid el 2 de juny de 1453.

## Álvaro de Luna a la historiografia
El paper interpretat per Álvaro de Luna ha estat jutjat de forma diversa. Per al pare Juan de Mariana (segle xvi), es tractava simplement d'un ambiciós favorit, en recerca constant del seu propi interès. Per a d'altres, va ser un fidel servidor del seu rei, esforçat a reforçar l'autoritat de la corona, la qual era, a Castella, l'única alternativa a l'anarquia. Sens dubte que va buscar el seu propi benefici, però la seva supremacia va ser sens dubte millor que el dictat dels avariciosos nobles.

## Álvaro de Luna a la literatura
Álvaro de Luna escrigué el llibre "Virtuosas e claras mujeres" en defensa de les dones i contra el moralisme misogin de "El Corbacho" o "Pere Torrelas"; aquest llibre ha estat recuperat i publicat el 2008 a partir de l'edició crítica dels seus cinc testimonis manuscrits. ISBN 978-84-935774-7-6
A més el seu personatge apareix en diverses obres d'altres autors:
- En les famoses Coples per la mort del seu pare de Jorge Manrique es parla d'ell.
- A El Quixot, Cervantes el cita en una de les poesies còmiques que prologuen el llibre (Urganda la Desconeguda)
- Les comèdies Pròspera Fortuna de don Álvaro de Luna i adversa de Ruy López Dávalos i Adversa fortuna de don Álvaro de Luna, de Tirso de Molina
- Doctrinal de privats del Marqués de Santillana al mestre de Santiago don Álvaro de Luna, poesia crítica composta pel seu enemic Íñigo López de Mendoza, Marqués de Santillana[4]
- En tres novel·les: El vàlid del rei, La bastarda del Conestable i El Castell d'Escalona, per Rafael Pérez i Pérez